# Позывной «Пассажир»
«Позывной „Пассажир“» — российский пропагандистский художественный фильм, вышедший в 2024 году и посвящённый войне в Донбассе. Снят по роману Александра Проханова «Убийство городов».

## Сюжет
Действие фильма происходит в 2015 году. Главный герой фильма — модный московский писатель и беспечный тусовщик Николай Рябинин (Антон Шагин). Его брат уехал добровольцем на войну в Донбассе и пропал без вести. Николай отправляется на поиски брата и присоединяется к отряду сепаратистов под названием батальон «Аврора», где ранее служил его брат. Там он получает ироничное прозвище «Пассажир» и под руководством комбата с позывным «Курок» (Виталий Кищенко) переоценивает собственную жизнь и становится сторонником сепаратистов.

## В ролях
| Актёр              | Роль                        |
| ------------------ | --------------------------- |
| Антон Шагин        | Николай Рябинин, «Пассажир» |
| Виталий Кищенко    | комбат «Курок»              |
| Сергей Горобченко  | вор «Жила»                  |
| Алексей Шевченков  | «Марс»                      |
| Александр Михайлов | отец Николая Сергей         |
| Татьяна Ташкова    | мать Николая                |
| Надежда Маркина    | Матвеевна                   |
| Андрей Фомин       | «Ромашка»                   |
| Сослан Фидаров     | Адам Цингиев                |
| Владимир Стеклов   | водитель                    |

## Производство и релиз
Фильм является второй попыткой экранизации романа Александра Проханова «Убийство городов». Первая попытка была отклонена Фондом кино — по данным «Новой газеты Европа», это произошло из-за того, что «роман содержал линию Президента — нерешительного и неспособного принять волевое решение бомбить врага восемь лет назад».
Новая попытка была предпринята продюсером Максим Королёвым, собравшим, по мнению «Новой газеты Европа», группу «Z-ориентированных актёров» — Антона Шагина, Сергея Горобченко и Владимира Стеклова, а также Сослана Фидарова, приехавшего на съёмочную площадку с фронта. Режиссёром выступил Илья Казанков; в интервью «Российской газете» он сравнил свое кино с фильмами про Великую Отечественную войну и заявил, что не собирается показывать «„правду“ второй стороны»: «И сейчас должно быть ясно: где наши, а где враги»..
Съёмки производились в Московской области неподалёку от Павловского Посада, где для них построили деревню из 17 домов. Консультантами выступили военно-реконструкторский клуб «Гарнизон-А» и участники вторжения России в Украину.
Бюджет фильма составил 351,7 миллион рублей, из которых государство предоставило 246,2 миллион. Фильм был включён в программу «Пушкинская карта» и активно рекламировался на телеканале «Россия-1».
Премьера фильма состоялась 14 марта 2024 года. В первые выходные фильм собрал 57 миллионов рублей, что кинокритик Иван Филиппов называет провальным результатом. За первые 2,5 недели фильм собрал 122 миллиона рублей и почти 400 тысяч зрителей. К маю 2024 года фильм собрал 131 миллион рублей при необходимых 210 миллионах, что издание «Sotaproject» также называет провальным результатом.
10 мая 2024 года на телеканале «Россия-1» состоялась телевизионная премьера.

## Восприятие и отзывы
Журналистка «Вечерней Москвы» Александра Ерошенко пишет, что «создатели фильма с документальной точностью воссоздали то, что происходило в реальной жизни»: в фильме есть «как настоящие герои, жертвующие собой, так и те, кто взял в руки оружие ради наживы». Она отмечает, что во время отдыха между обстрелами сепаратисты поют не песни военных лет, а современные — тем самым режиссёр показывает преемственность поколений и избегает клише.
Журналист «Sotaproject» Дмитрий Камышенко обращает внимание на то, что фильм повторяет нарративы российской пропаганды (Москва выступает как место, где «цветут разврат, русофобия и аполитичность», а украинцы выставляются как жертвы американской пропаганды), а также то, что единственная сцена, в которой женщина играет роль, отличную от матери, — это «тусовка со стриптизёршами».
Журналистка «Новой газеты Европа» Вера Куприна характеризует фильм как пропагандистский, прославляющий войну с Украиной и одновременно оправдывающийся за неё. Она также обращает внимание на шаблонность фильма: в ходе спора двух героев, один из которых не поддерживает войну, второй едет воевать в Украину, первый — «либерал» — «колеблется, но отправляется следом», участвует в боях, меняет своё мнение и начинает также поддерживать военные действия. Этот сюжет о «перековке» сомневающихся в необходимости войны она называет главной темой российских фильмов, посвящённых войне с Украиной, таких, как «Позывной „Пассажир“», «20/22» и «Свидетель».

## Фестивали и награды
- 2024 — XXXIII кинофорум «Золотой Витязь» — гран-при в номинации «Игровые фильмы» (разделил с фильмом «Повелитель ветра» режиссёра Игоря Волошина)[9][10].